# Wysoki komisarz Palestyny
Wysoki komisarz Palestyny (ang. High Commissioners of Palestine) – najwyższy rangą przedstawiciel administracji Mandatu Palestyny, reprezentujący Wielką Brytanię w Palestynie w latach 1920–1948.

## Historia

Siedziba wysokiego komisarza Palestyny w Jerozolimie

Po zajęciu podczas I wojny światowej terenów Palestyny przez wojska brytyjskie, obszar ten znalazł się pod brytyjską okupacją wojskową. Na czele brytyjskiej administracji wojskowej stali wysocy przedstawiciele władz Wielkiej Brytanii: Edmund Allenby, sir Arthur Wigram Money i sir Louis Jean Bols.
Gdy po Konferencji w San Remo w 1920 przyznano Wielkiej Brytanii mandat nad Palestyną, przystąpiono do procesu tworzenia administracji cywilnej. Najwyższym rangą urzędnikiem reprezentującym Wielką Brytanię w Mandacie Palestyny był wysoki komisarz Palestyny. Jego biuro rozpoczęła swoją działalność w Jerozolimie w dniu 1 lipca 1920, i funkcjonowało do 15 maja 1948. Początkowo swoją siedzibę komisarze mieli w kompleksie szpitala i kościoła Augusta Victoria na Górze Oliwnej. Po trzęsieniu ziemi w 1927 komisarze przenieśli się do budynku Beth Mahanaïm. Wreszcie w latach 30. XX wieku wprowadzili się do nowo wybudowanego gmachu rządowego.
Wysoki komisarz był wysłannikiem brytyjskiego króla, a tym samym był szefem rządu oraz zwierzchnikiem wszystkich spraw wojskowych i cywilnych. Każdy komisarz był mianowany przez sekretarza kolonii i akceptowany przez Parlament Zjednoczonego Królestwa Wielkiej Brytanii i Irlandii Północnej. Do jego kompetencji należało wydawanie nakazów, zleceń i przepisów regulujących wszystkie aspekty życia obywateli. Ponadto komisarz powoływał sędziów. Do jego pomocy powołano naczelnego sekretarza Palestyny, który odpowiadał za całą działalność administracyjną Mandatu Palestyny i pełnił funkcję podobną do wicepremiera.

## Lista wysokich komisarzy Palestyny
| Imię i nazwisko                | Zdjęcie | Okres rządów                        | Najważniejsze wydarzenia |
| ------------------------------ | ------- | ----------------------------------- | --- |
| sir Herbert Louis Samuel       |         | 1 lipca 1920 – 30 czerwca 1925      | Był pierwszym Żydem służącym w brytyjskim rządzie. Jego powołanie na wysokiego komisarza Palestyny wywołało entuzjazm żydowskiej społeczności Palestyny. Nadano mu przydomek „Pierwszy na Zachodzie”. Oświadczył on, że stolicą Ziemi Izraela jest Jerozolima, jednak w konflikcie izraelsko-arabskim starał się zachować neutralność, czym spowodował wielkie rozczarowanie wśród Żydów. Mianował Mohammada Amin al-Husajniego na wielkiego muftiego Jerozolimy. Ogłoszona w 1922 Biała księga Churchilla ograniczyła żydowską imigrację. Rozczarowanie żydowskiej społeczności pogłębiło oddzielenie Emiratu Transjordanii od ziem Mandatu Palestyny. |
| sir Gilbert Falkingham Clayton |         | 30 czerwca – 25 sierpnia 1925       | W brytyjskiej armii posiadał rangę generała-brigadiera i od 1922 był cywilnym sekretarzem Palestyny. Przez krótki okres był pełniącym obowiązki wysokiego komisarza Palestyny. |
| sir Herbert Onslow Plumer      |         | 25 sierpnia 1925 – 31 lipca 1928    | W brytyjskiej armii posiadał rangę marszałka (field marshal). W okresie jego rządów w Palestynie panował względny spokój. Licznymi staraniami zabiegał o utrzymanie tego spokoju. Podczas kryzysu gospodarczego w 1927 udzielił wsparcia finansowego społeczności arabskiej i żydowskiej, starając się zachować sprawiedliwy podział pomocy. Miał neutralny stosunek do Arabów i Żydów. W 1928 formalnie uznał żydowską Radę Narodową. |
| sir Harry Charles Luke         |         | 31 lipca – 6 grudnia 1928           | W latach 1924–1928 był sekretarzem kolonialnym w Sierra Leone, po czym został przeniesiony do Palestyny i przez krótki okres był pełniącym obowiązki wysokiego komisarza Palestyny. |
| sir John Chancellor            |         | 6 grudnia 1928 – 1 listopada 1931   | W brytyjskiej armii posiadał rangę pułkownika (lieutenant-colonel). Początkowo był spostrzegany jako osoba sprzyjająca społeczności żydowskiej, jednak jego polityka pokazała, że w imię zachowania spokoju w Palestynie udzielał częstego poparcia społeczności arabskiej. Pomagał pisać białą księgę Passfielda, w której brytyjski rząd wycofał się z zaangażowania na rzecz utworzenia państwa żydowskiego w Palestynie. |
| sir Mark Aitchison Young       |         | 1 listopada – 20 listopada 1931     | Był cywilnym pracownikiem brytyjskiej administracji kolonialnej. W latach 1930–1933 pełnił funkcję głównego sekretarza Mandatu Palestyny. Przez krótki okres był pełniącym obowiązki wysokiego komisarza Palestyny. |
| sir Arthur Grenfell Wauchope   |         | 20 listopada 1931 – 1 marca 1938    | Okazywał dużą sympatię społeczności żydowskiej i popierał ruch syjonistyczny. Dzięki jego staraniom w Palestynie nastąpił duży wzrost gospodarczy, z którego korzystali Arabowie i Żydzi. Gdy w 1936 wybuchło arabskie powstanie nakazał użycie wojska w celu przywrócenia spokoju w kraju. Wspierał rozwój żydowskich formacji paramilitarnych. |
| sir William Denis Battershill  |         | wrzesień 1937 – 24 listopada 1937   | Przez krótki okres, podczas nieobecności sir Arthura Wauchope, był pełniącym obowiązki wysokiego komisarza Palestyny. |
| sir Harold MacMichael          |         | 3 marca 1938 – 30 sierpnia 1944     | Przez wiele lat służył a brytyjskiej administracji kolonialnej w Afryce i był bardzo proarabski. W ogóle nie dostrzegał problematyki żydowskiej na Bliskim Wschodzie. Zdecydowanie zwalczał nielegalną żydowską imigrację, nie zwracając uwagę na Holocaust. W 1942 odmówił wpuszczenia do Palestyny statku Struma, w wyniku czego sowiecki okręt podwodny zatopił statek z prawie 800 imigrantami na pokładzie. W 1944 przeżył zamach przygotowany przez członków prawicowego Lechi. |
| sir Lord Gort                  |         | 1 listopada 1944 – 5 listopada 1945 | W brytyjskiej armii posiadał rangę marszałka (field marshal). W 1945 powołał Williama James Fitzgeralda na stanowisko Szefa Sprawiedliwości Palestyny i powierzył mu zadanie zbadania konfliktu żydowsko-arabskiego w Jerozolimie. Raport zalecił podzielenie miasta na odrębne dzielnice żydowskie i arabskie. Ustąpił ze stanowiska ze względu na zły stan zdrowia. |
| sir Alan Cunningham            |         | 21 listopada 1945 – 14 maja 1948    | W brytyjskiej armii posiadał rangę generała. Był odpowiedzialny za konfrontację z żydowskimi ugrupowaniami paramilitarnymi Hagana, Lechi i Irgun, które kwestionowały brytyjskie rządy w Palestynie. W październiku 1946 rozpoczął systematyczne wycofywanie wojsk z Mandatu Palestyny. W maju 1948 nie wykonał wszystkich rozkazów dowództwa, uniemożliwiając Arabom przejęcie pełnej kontroli nad Jerozolimą. |